# Antonio Ezquerro Esteban
Antonio Ezquerro Esteban (Zaragoza, 6 de julio de 1964) es un musicólogo español.

## Biografía
Formado en la Escolanía de Infantes del Pilar y en el Conservatorio Superior de Música de Zaragoza, se licenció en Geografía e Historia (especialidad en Historia del Arte) por la Universidad de Zaragoza, y se doctoró por la Universidad Autónoma de Barcelona el 1997 bajo la dirección de José Vicente González Valle y tutorizado por Francesc Bonastre, con un trabajo sobre la música vocal barroca en Aragón.
Su labor profesional la desempeña como investigador científico del Consejo Superior de Investigaciones Científicas (CSIC), en el Departamento de Ciencias Históricas y Musicología de la Institución Milá y Fontanals de Investigación en Humanidades de Barcelona. Desde 1999 es el presidente de RISM-España (Répertoire International des Sources Musicales), y también es miembro de su Praesidium internacional, una asociación cultural sin ánimo de lucro dedicada a la catalogación y estudio crítico de las fuentes musicales con implantación en 34 países. También ha sido director del Departamento de Musicología de la Institución Milá y Fontanals entre los años 2000 y 2010.
Ezquerro ha publicado diferentes trabajos de investigación sobre música histórica de ámbito hispánico, tanto en España como en el extranjero, especializándose en archivística y catalogación de fuentes musicales. También ha publicado sobre música barroca y sobre el pianismo en España, así como sobre la documentación, el patrimonio historicomusical, la música religiosa, y la edición musical entre los siglos XIX y XX. Ha participado y liderado distintos proyectos de investigación nacionales y extranjeros. También ha sido profesor de Canto Gregoriano, Rítmica y Paleografía, y Musicología, del Conservatorio Superior de Música del Liceo, de Barcelona y ha ejercido como docente de Teoría Musical en los Cursos Internacionales de Música Antigua de Daroca.
Ha sido director del Anuario musical. Revista de Musicología del CSIC, la publicación periódica decana de esta disciplina en España, recientemente incluida en la base de datos de referencia internacional Scopus. Forma parte del Consejo Asesor de las revistas Ad Parnassum. A Journal of Eighteenth- and Nineteenth-Century Instrumental Music (Ut Orpheus Edizioni, Bolonia, Italia), MODUS (Escuela de Música de la Universidade do Estado de Minas Gerais, Brasil) y Música em Contexto (Universidadede Brasília, Brasil) y ha sido director de la colección  Monumentos de la Música de la Música del CSIC entre 2000 y 2014. Últimamente, ha centrado su investigación en las relaciones histórico-musicales entre España e Hispanoamérica. 

## Reconocimientos
- Premio de Musicología Emili Pujol del Instituto de Estudios Ilerdenses (Diputación de Lérida, 1999) [4]
- XIII Premio UPV/EHU-Orfeón Donostiarra, por su estudio sobre El maestro Nicolás Ledesma: un caso referencial vasco en el contexto del romanticismo musical pan-hispánico (2014) [3]